# 아이든 사이을르

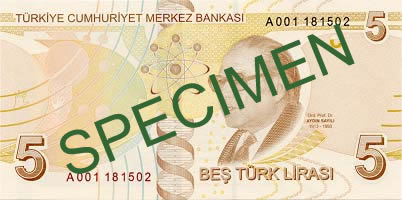
아이든 사이을르의 초상화가 그려진 터키 5 리라 지폐 (2009년 발행)

아이든 사이을르(튀르키예어: Aydın Sayılı, 1913년 5월 2일 ~ 1993년 10월 15일)는 터키의 과학사학자이다.

## 생애
아이든 사이을르는 1913년 5월 2일에 이스탄불에서 압두라흐만 사이을르(Abdurrahman Sayılı, 1875년 ~ 1954년)와 수아트 사이을르(Suat Sayılı, 1889년 ~ 1951년) 부부의 아들로 태어났다. 1933년에는 앙카라 아타튀르크 고등학교를 졸업했다. 아이든 사이을르는 무스타파 케말 아타튀르크 대통령을 만난 이후에 터키 정부로부터 국비 유학생으로 선발되었고 미국 하버드 대학교에서 과학사를 전공하게 된다.
1942년에는 하버드 대학교에서 이슬람 세계의 과학 기술에 관한 논문을 발표하면서 박사 학위를 받았는데 이 논문은 하버드 대학교 역사상 최초로 이슬람교에 관한 연구를 소재로 한 박사 학위 논문이기도 하다. 1943년부터는 앙카라 대학교 철학과에서 근무했고 1946년에는 부교수로, 1952년에는 전임 교수로 승진했다. 1958년에 승진하면서부터 1983년에 은퇴할 때까지 앙카라 대학교 교수로 근무했고 1984년부터 1993년까지 아타튀르크 문화 센터 이사로 근무했다.
1973년에는 폴란드 정부로부터 코페르니쿠스 메달을 수상했으며 1977년에는 터키 과학기술연구회의(TÜBİTAK)로부터 봉사상을 수상했다. 1980년에는 유네스코 국제 편집 위원으로 선출되었고 1981년에는 이스탄불 대학교로부터 우수 서비스상을 수상했다. 1990년에는 유네스코로부터 평생공로상을 받았다.
1993년 10월 15일에 앙카라에서 심장 마비로 사망했으며 그의 유해는 1993년 10월 18일에 앙카라 제베지 공동묘지에 안치되었다. 그의 저서로는 《이슬람의 천문대》가 있는데 이 책은 1981년 6월에 미국의 아노 프레스에서 《과학의 발전: 과학사의 근원 시리즈》의 일부로 출판되었다. 2009년에 발행된 터키 5 리라 지폐 뒷면에는 아이든 사이을르의 초상화가 그려져 있다.